# Joshua Zirkzee
Joshua Orobosa Zirkzee (Schiedam, 2001. május 22. –) holland válogatott labdarúgó, a Manchester United játékosa.

## Pályafutása

### Klubcsapatokban

#### Fiatalkora
Pályafutása kezdetén hazájában a Spartaan’20, az ADO Den Haag és a Feyenoord akadémiájának tagja volt. Négy éves korában szerződtette a  Hekelingen, miután egy másik helyi klub elutasította, mert túl fiatal volt. Tehetsége már ekkor egyértelmű volt. Kilenc éves korában kezdett el játszani a Spaartan’20 U11-es csapatában, ahova általában 2500 gyerek jelentkezik évente, de csak párat választ ki a klub. Átigazolásával a cél az volt, hogy nála jobb játékosok ellen játszon, tehetségét jobban próbára tehesse. Ez nem igazán sikerült, magassága segítségével könnyen dominálta a nála sok esetben két évvel idősebb játékosokat is. Ekkor még főleg szélső csatárként játszott, Arjen Robbenhez hasonlították stílusát. Napjainkban a csapat egyik öltözője is az ő nevét viseli.
Daniel van der Meulen hívta meg először az ADO Den Haag csapatához, amit követően le is szerződtették a játékost. Ezer euróért igazolt Hágába. Első gólját félpályáról szerezte, átemelve az ellenfél kapusát. Nagyon érettnek számított korához képest, azonnal megértette, hogy sokkal jobban kell együtt játszania a csapattársaival azon a szinten. A Feyenoord azt követően fedezte fel, hogy Van der Meulen és Jeffrey Oost a rotterdami csapathoz szerződtek, arra kérve az akadémia igazgatóját, Damien Hertogot, hogy igazolja le a csatárt, akit testalkata és technikai képességei következtében általában Zlatan Ibrahimović-hoz hasonlítottak.

#### Bayern München
2017 nyarán szerződtette a Bayern München, ahol először az ifjúsági, majd a tartalékcsapatnál szerepelt. 2019. március 1-jén mesterhármast ért el a Bayern München második csapatának színeiben, majd egy nappal később az U19-es csapat színeiben is eredményes volt a Nürnberg elleni bajnokin. 2019. július 20-án játszotta első felnőtt mérkőzését a Würzburger Kickers elleni harmadosztályú bajnokin.
2019. december 11-én a müncheniek felnőtt csapatában is lehetőséget kapott a Tottenham Hotspur elleni Bajnokok Ligája csoportmérkőzésen. December 18-án a Bundesligában is bemutatkozott a Freiburg ellen és pályára lépését követően 1 perc 44 másodperccel később gólt szerzett a 3–1-es Bayern-győzelemmel véget érő mérkőzésen. December 21-én a Wolfsburg ellen a 82. percben állt be csereként, majd három perccel később újból gólt szerzett, a Bayern pedig 2–0-ra győzött.

##### Kölcsönben a Parmánál
2021. január 31-én a szezon hátralevő részére az olasz élvonalban szereplő Parma vette kölcsön vételi opcióval. Augusztus 3-án egy szezonra szóló kölcsönszerződést írt alá a belga Anderlecht csapatával. Augusztus 5-én mutatkozott be az UEFA Európa Konferencia Ligában a KF Laçi elleni mérkőzésen. Három nappal később a bajnokságban az RFC Seraing ellen debütált. Augusztus 15-én a Cercle Brugge ellen megszerezte első két bajnoki találatát a 2–1-re megnyert találkozón.

##### Kölcsönben az Anderlechtnél
2021. augusztus 3-án csatlakozott a belga Anderlechthez a teljes szezonra. A csapat házi gólkirályaként zárta a szezont tizenhat találattal, illetve kilenc gólpasszt is adott. Korábbi edzői szerint kapcsolata Vincent Kompany vezetőedzővel sokat segített fejlődésében.

#### Bologna
2022. augusztus 30-án leszerződtette az olasz Bologna. Október 16-án szerezte meg első gólját, az első találatot szerezve a Napoli elleni 3–2-es vereség során. Második szezonjában Thiago Motta alatt nyolc gólt szerzett az évad első felében, ami következtében több nagy európai klub is érdekelt lett leszerződtetésében. A szezont csapata házi gólkirályaként zárta, 11 gól mellett öt gólpasszt is adott, a Bologna bejutott az UEFA-bajnokok ligájába. Megválasztották az olasz bajnokság legjobb fiatal játékosának, és az év csapatában is helyet kapott.

#### Manchester United
2024. július 14-én a Manchester United bejelentette, hogy leszerződtették a holland csatárt. A játékos 2029 nyaráig írt alá, egy egy éves hosszabbítási opcióval. A Fulham elleni debütálásán egyből  megszerezte első gólját, a 87. percben megnyerve ezzel a mérkőzést csapatának. Következő gólját csak decemberben szerezte meg, de akkor duplázni tudott az Everton ellen. December 30-án kifütyülte őt az Old Trafford, mikor a 33. percben lecserélték a Newcastle United ellen, sírva hagyta el a pályát.
2025. január 12-én ő szerezte a győztes tizenegyest az Arsenal ellen az FA-Kupa harmadik fordulójában, a 10 játékossal játszó United 5–3-ra nyerte meg a büntetőpárbajt.
2025. március 2-án Zirkzee kihagyta a United utolsó büntetőjét a Fulham ellen az FA-Kupa ötödik fordulójában. A következő mérkőzésen megszerezte pályafutása első európai gólját az Európa-ligában. A negyeddöntőben ismét gólt lött, a 88. percben előnybe helyezve a Unitedet a Lyon ellen.

### A válogatottban
Zirkzee Hollandiában született és bár nigériai felmenői is vannak, a korosztályos válogatottakban Hollandiát erősítette.
A 2024-es Európa-bajnokságon mutatkozott be a Törökország elleni negyeddöntőben, csereként. Martien Vreijsen (1980) és Cody Gakpo (2020) után mindössze a harmadik holland játékos lett, aki a tornán debütált.

## Statisztika

### Klubcsapatokban
Frissítve: 2025. április 10.
| Csapat                  | Szezon           | Bajnokság           | Bajnokság | Bajnokság | Kupa | Kupa  | Ligakupa | Ligakupa | Nemzetközi | Nemzetközi | Egyéb | Egyéb | Összesen | Összesen |
| Csapat                  | Szezon           | Osztály             | P.        | Gólok     | P.   | Gólok | P.       | Gólok    | P.         | Gólok      | P.    | Gólok | P.       | Gólok    |
| ----------------------- | ---------------- | ------------------- | --------- | --------- | ---- | ----- | -------- | -------- | ---------- | ---------- | ----- | ----- | -------- | -------- |
| Bayern München II       | 2018–2019        | Regionalliga Bayern | 12        | 4         | —    | —     | —        | —        | —          | —          | —     | —     | 12       | 4        |
| Bayern München II       | 2019–2020        | 3. Liga             | 16        | 2         | —    | —     | —        | —        | —          | —          | —     | —     | 16       | 2        |
| Bayern München II       | 2020–2021        | 3. Liga             | 4         | 0         | —    | —     | —        | —        | —          | —          | —     | —     | 4        | 0        |
| Bayern München II       | Összesen         | Összesen            | 32        | 6         | —    | —     | —        | —        | —          | —          | —     | —     | 32       | 6        |
| Bayern München          | 2019–2020        | Bundesliga          | 9         | 4         | 2    | 0     | —        | —        | 1          | 0          | 0     | 0     | 12       | 4        |
| Bayern München          | 2020–2021        | Bundesliga          | 3         | 0         | 0    | 0     | —        | —        | 1          | 0          | 1     | 0     | 5        | 0        |
| Bayern München          | Összesen         | Összesen            | 12        | 4         | 2    | 0     | —        | —        | 2          | 0          | 1     | 0     | 17       | 4        |
| Parma (kölcsönben)      | 2020–2021        | Serie A             | 4         | 0         | —    | —     | —        | —        | —          | —          | —     | —     | 4        | 0        |
| Anderlecht (kölcsönben) | 2021–2022        | Pro League          | 38        | 16        | 6    | 2     | —        | —        | 3          | 0          | —     | —     | 47       | 18       |
| Bologna                 | 2022–2023        | Serie A             | 19        | 2         | 2    | 0     | —        | —        | —          | —          | —     | —     | 21       | 2        |
| Bologna                 | 2023–2024        | Serie A             | 34        | 11        | 3    | 1     | —        | —        | —          | —          | —     | —     | 37       | 12       |
| Bologna                 | Összesen         | Összesen            | 53        | 13        | 5    | 1     | —        | —        | —          | —          | —     | —     | 58       | 14       |
| Manchester United       | 2024–2025        | Premier League      | 31        | 3         | 3    | 1     | 3        | 1        | 10         | 2          | 0     | 0     | 47       | 7        |
| Karrier összesen        | Karrier összesen | Karrier összesen    | 170       | 42        | 16   | 4     | 3        | 1        | 15         | 2          | 1     | 0     | 205      | 49       |

1. 1 2  Pályára lépések az UEFA-bajnokok ligájában
2. ↑  Pályára lépések a német szuperkupában
3. ↑  Pályára lépések az UEFA Konferencia Ligában
4. ↑  Pályára lépések az Európa-ligában

## Sikerei, díjai
Klubcsapatokban
- Bayern München II
  - Regionalliga Bayern: 2018–19
  - Premier League International Cup: 2018–19[30]

- Bayern München
  - Német bajnok: 2019–20, 2020–21
  - Német kupa: 2019–20
  - Német szuperkupa: 2020, 2022
  - UEFA-bajnokok ligája: 2019–20
  - UEFA-szuperkupa: 2020

Egyéni
- Serie A – A szezon fiatal játékosa: 2023–2024[31]
- Serie A – A szezon csapata: 2023–2024[20]

## További információ
- Joshua Zirkzee adatlapja a Kicker oldalán (németül)
- Joshua Zirkzee adatlapja a DFB oldalán (németül)
- Joshua Zirkzee az UEFA adatbázisában (angolul)